# Lityn (obwód wołyński)
Lityn (ukr. Літин) – wieś na Ukrainie, w obwodzie wołyńskim, w rejonie kowelskim. W 2001 roku liczyła 316 mieszkańców.
Do 2020 w rejonie turzyskim.

## Dwór
- dwór - wybudowany w stylu empire w 1805 r. zupełnie zniszczony przez wojska rosyjskie w czasie I wojny światowej[2].